# Tampea reversa
Tampea reversa là một loài bướm đêm thuộc phân họ Arctiinae, họ Erebidae.